# Ella Leivo
Ella Leivo (* 26. Juli 1994 in Tampere) ist eine finnische Tennisspielerin.

## Karriere
Leivo spielt vor allem Turniere der ITF Women’s World Tennis Tour, wo sie bislang noch keinen Titel gewinnen konnte.
Sie debütierte 2012 in der finnischen Fed-Cup-Mannschaft, wo sie bislang von 15 Begegnungen vier gewinnen konnte, davon alle Doppel.
Ihr bislang letztes internationale Turnier spielte Leivo im Juli 2019. Sie wird daher nicht mehr in der Weltrangliste geführt.